# Bushido (rapper)
Bushido (születési nevén Anis Mohamed Youssef Ferchichi, Bonn, 1978. szeptember 28. –) német rapper. Bushido az ersguterjunge lemezkiadó tulajdonosa,lemezei eddig körülbelül 2.000.000 példányban keltek el Németországban, Ausztriában és Svájcban. Álneveinek egyike a Sonny Black,ami úgy tűnt,mintha főhajtás lett volna az amerikai zene hatása előtt, ami őt érte; és amely országban Sonny Black a hírhedt Bonanno-család fejének, Dominick Napolitanónak volt a beceneve. Bushido kétséget kizárva minden idők legsikeresebb német rapperének számít, szinte minden albuma arany vagy platinalemez minősítést ért el. Németországban "Deutschraps Vater", azaz a német rapzene apjának, "King Bushido"-nak vagy enyhén, de talán mégsem túlzóan legendának emlegetik és becézik. A nyugat-európai zenei sikerei miatt, sokszor felvetődött a kérdés, hogy  Európa legsikeresebb rapperének számít-e. Bushido neve, a japán szamuráj becsületkodexből ered (busidó), ami annyit tesz japánul, hogy: A harcos útja.

## Korai évek
Bushido tunéziai apától (akivel gyermekkora óta csak 26 éves korában találkozott először), és német anyától született. Utóbbival Nyugat-Berlin egyik körzetében, Tempelhofban nőtt fel. 11. osztály elvégzése után elhagyta iskoláját, és szép kis bűnügyi listát gyűjtött össze, többek közt drogbirtoklásért és vandalizmusért.

## Zenei karrier

### 1999-2002
1999-ben rapperként kezdte a zenei karrierjét. Az első bemutatkozása a Frauenarzt-Tape-n volt King Orgasmus One-nal az I Luv Money Records-nál. Hamarosan kiadta az első kazettáját King of KingZ névvel. Ez vezette őt egy új labelhez, az Aggro Berlin-hez, ahol együtt dolgozott Sidóval, Flerrel, és B-Tight-tal. Az album később, 2003-ban lett kiadva CD-n King of KingZ (Digital Remastered) címmel, és 2004-ben mint King of KingZ 2004 Edition néhány remixszel együtt. 2002-ben kiadta a Sonny Black álneve alatt a Carlo, Cokxxx, Nutten c. albumot (minden bizonnyal hasonló módon, mint Eminem), amelyben együtt dolgozott Fler-rel. Ez a név úgy tűnt, mintha főhajtás lett volna az amerikai zenei hatás előtt, ami őt érte; és amely országban Sonny Black a hírhedt Bonanno-család fejének, Dominick Napolitanónak volt a beceneve.

### 2003-2005
2003-ban kiadta a Vom Bordstein bis zur Skyline című szólóalbumot. Ez hatalmas sikert aratott, pedig alapjában véve egy underground album volt. Művészeti különbségek miatt, és a szólókarrierjére hivatkozván kilépett az Aggro Berlin-ből 2004 nyarán mert átverték, és szerződést kötött az Urban/Universal-lal. 2004-ben DJ Ilan-nal együttműködve egy remixet készített az indusztriális metál-t játszó német zenekar, a Rammstein Amerika c. számából. 2004 októberében kiadta a 3. albumát, az Electro Ghettót, amely a hatodik helyezést érte el a német slágerlistákon. 2005. április 4-én kiadta a negyedik nagylemezét, a Carlo, Cokxxx, Nutten 2-t, még egyszer használva Sonny Black alteregóját, amelyben Baba Saad-dal, az unokaöccsével dolgozott együtt Fler pótlásaként.

### 2006
Bushido nyert már az ECHO-n (a német díjkiosztó gálán), mint „Live-Act national” (legjobb műsorszám), és az MTV Europe Music Awards-on a „Best German Act” (a legjobb német műsorszám) kategóriában 2006-ban és 2007-ben egyaránt és VIVA díjat is nyer. Lemezei már platinalemezek is voltak Németországban és aranylemeze is volt, ezzel a legsikeresebb rapperré téve őt a hazájában.
2006 szeptember elején kiadta új lemezét Von der Skyline zum Bordstein zurück (röviden VDSZBZ) címmel. Ez nem tartalmaz közreműködőket. További kislemezei: "Von der Skyline zum Bordstein zurück" (augusztus 18-án jelent meg), "Sonnenbank Flavour" (október 27-én jelent meg) és "Janine" (február 9-én adták ki).
Az ersguterjunge Sampler Vol. 2 – Vendetta december 1-jén jelent meg, amely olyan közreműködőket tartalmaz, amelyek az „ersguterjunge” lemezkiadóba tartoznak. A Sampler egyetlen kislemeze a „Vendetta”, amely Bushido, Eko Fresh, és Chakuza közreműködésével jött létre.
2007-ben egy újabb ECHO-díjat nyert, mint a legjobb hiphop/Rap előadó.
A 7 elnevezésű albuma 2007. augusztus 31-én jelent meg Németországban. Már augusztus 24-én több mint 100.000 darabot adtak el (elő-kiadással) Németországban, ezzel aranylemezzé téve az albumot.
Bushido 2008. szeptember 8-án jelentette meg életrajzát Bushido címmel, nyolcadik albuma pedig Heavy Metal Payback címmel 2008. október 10-én jelent meg. Az albumot több mint 100.000 példányban adták el Németországban. Ebből szólólemezek is lettek: "Ching Ching", "Für immer jung" és a "Kennst du die Stars".

#### 2010
2010-ben sikerült Bushidonak Németországban további két Single Solo kislemezt a Top 10-es listába juttatnia. Az első a "Zeiten ändern dich" (Idők megváltoztatnak) c. életét bemutató film főzenéje, a második pedig a 2010-es Labdarúgó Világbajnokság megnyitójára írt "Fackeln im Wind", amit együtt néhai partnerével, Kay One-val írtak meg és a 6. helyet foglalta el a Toplistán.
2010 októberében bejelentette Bushido akkori kiadótársaival Kay One és Fler-rel, akik akkoriban az Erstguterjunge kiadó maradék társelőadóit képezték, a "Berlins Most Wanted" Albumot. 2011 májusában követte azt a "Jenseits von Gut und Böse" ,
(Jón és Gonoszon túl) ami Németországban, Ausztriában és Svájcban egyidejűleg az első helyet szerezte meg a listán.
2011-ben kibékült Sido-val, akivel közöttük évekig húzódó rap-háború (beef) volt. A Sony BMG oldalán lett bejelentve, hogy közösen csinálnak egy társalbumot, amelynek a címe a "23"-at viseli. Utalva a címmel a 2011. október 23-ai megjelenésére.
Az album Németországban és Ausztriában elérte az Aranylemez zenei-minősítést és a két előadó közös szóló-lemeze "So mach ich es" (Így teszem ezt) elérte a "Bestes Video National" (Nemzet legjobb videója) címet a 2012-es németországi Echo zenei díjátadón, ami a hivatalosan legmagasabb zenei kitüntetésekre és díjátadóra rendezett rendezvénynek számít Németországban.

#### "AMYF", "Stress ohne Grund"(Stressz ok nélkül) és a "Sonny Black" Album(2012-2015)
2012. október 12-én megjelent a tizenegyedik Studióalbuma az ,,AMYF" , aminek a címe Bushido teljes állampolgári nevének (Anis Mohamed Youssef Ferchichi) a kezdőbetűit viseli. Az album elérte az első helyezést. A megjelenés előtti héten az albumról megjelent egy elő szólólemez a "Kleine Bushido" (Kis-Bushidók), amiért az Echo díjátadón 2013-ban újra a kategória legjobb videóját érte el. Egyidőben ezzel az "AMYF" volt az első Szólóalbuma az Aggro Berlin kiadóval való szakítás óta, ami nem kapta meg az Echo díjat.
2013 márciusában az iTunes-Premium-Version elektronikus zenei platformon is megjelent exkluzív szólólemez "Panamera Flow" volt az új és egyetlen kiadótársának Shindy-nek a debütáló társkislemeze Bushido-val, ami az új előadó "NWA" bemutatkozó albumáról származik. A "Panamera Flow" a megjelenési héten a toplistába jutott.
Az egykori társelőadóknak, Fler és Kay One-nak el kellett, hagyniuk az Erstguterjunge kiadót. Shindy debütáló albuma az "NWA", amin mindenekelőtt a "Stress ohne Grund" (Stressz/balhé ok nélkül) c. zeneszámot, amiben Bushido különböző politikusokat támad meg, sok kritika ért, és július 19-én cenzúrázták.
Egy ideig a Német Legfelsőbb Bíróság betiltatta a zeneszámot a fiatalságra való veszély miatt. Talán ez a politikai figyelemfelkeltés is sikerrel szolgálhatott arra, hogy az "NWA" album az első helyezést érte el a toplistán.
2013 novemberében Bushido nyilvánosságra hozott egy 11 perces "Diss zenét" az egykori partnere ellen, akivel komoly nézeteltéréseik voltak. A zene címe "Leben und Tod des Kenneth Glöckler" (Kenneth Glöcker élete és halála), amely hatalmas port kavart és figyelmet keltett a német Rap műfajban. Eddig a német raptörténelem legtöbbet megtekintett "Disstrack" zenéje, eddigi 50 milliós megtekintéssel.
2014. február 14-én jelent meg a tizedik stúdióalbuma, a "Sonny Black" (Alteregóneve), amihez három videóklipet is forgattak, nevezetesen a "Mitten in der Nacht", (Éjszaka közepén) "Gangsta Rap Kings" (Gengszter Rap Királyok) és a "Jeder meiner Freunde" (Minden barátom).
2015. február 13-án megjelent a tizenegyedik. stúdióalbuma a "Carlo Cokxxx Nutten 3". 2015. november 6-án a közös album Shindy-vel a "Cla$$ic" jelent meg. Mindkettő Album Aranylemez minősítést ért el.

#### "Black Friday"és "Mythos" Albumok(2016-tól 2019-ig)
2016 decemberében jelentette be bushido a tizenkettedig studióalbumát. 2017. március 8-án megerősítette Bushido, hogy az album címe a "Black Friday" nevet fogja viselni. Az albumot eredetileg május 5-én kellett volna megjeleníteni, de végül a megjelenési dátum átírásra került 2017. június 9-ére. Időközben az aláírt új társelőadók, akik az albumon is közreműködtek; Ali Bumaye, M.O.030, AK AusserKontrolle, Laas Abi, Metrickz elhagyták az Erstguterjunge kiadót. A Black Friday Arany minősítést ért el.
2018 márciusában jelentette be Bushido a tizenharmadik stúdióalbumát, ami a "Mythos" (Mítosz). Ebben az évben ünnepli karrierjének a 20. évfordulóját. (1998-tól) Az album a születésnapján, szeptember 28-án jelent meg. Az album megjelenése előtti hónapokban jelentette be, hogy üzleti és egyben partneri kapcsolatuk Arafat Abou Chakar berlini Maffiaklán kulcsfigurájával megszakadt, aminek körülményei máig tisztázatlanok és nagy megdöbbenést váltott ki.
Sokan erre vezetik vissza a korábban fent megnevezett új társelőadók távozását a "Black Friday" c. album után.
2018 nyarán leszerződtette Capital bra-t, az egyik jelenleg legsikeresebb német rappert és a hatalmas kezdő sikerekkel rendelkező Samra-t, aki nem olyan rég óta, 2016 óta debütált a német rap-ben, azonban a legsikeresebb kezdő rappernek számít eddig.
2019. februárban bejelentette Capital Bra, hogy elhagyja a lemezkiadót, mert az ő kiadófőnöke, Bushido, állítása szerint a rendőrséggel dolgozik együtt, amiért életveszélybe került a családja. Capital Bra ezt a tényt, hogy a hatóságok segítenek neki, nem tudta elviselni és szakított minden idők legnagyobb német rapperével.
Köztudott tény a német rap-közéletben, hogy Bushidonak és családjának közel sem veszélytelen az élete, miután megszakította az üzleti kapcsolatait a berlin legnagyobb Maffiaklánjával 2018-ban, Arafat Abou Chakarral és az alvilági körével, akivel 2004 óta dolgozik együtt és szinte családtagnak tartották egymást számon. Kétségtelen, hogy üzleti és magánéleti konfliktus is egyben az oka, amit Bushido megzenésített a 10 perces "Mephisto" c. számában, metaforákba öltve. A zeneszám legalább akkora port kavart, mint a korábban a biográfiában említett 2013-as, minden idők legnagyobb diss-zenéje "Leben und Tod des Kenneth Glöckler" (röviden: LuTdKG), amit Kay One, néhai kiadótársa ellen írt, aki az akkori tudomása és közvélemény  szerint, átverte, kihasználta és be akarta szennyezni az ő hírnevét. Azonban 5 évvel később, a "Mephisto"  c. zeneszámból kiderül, sőt kivehető, hogy Bushido belátja, hogy igaza volt Kay One-nak, aki igazából már 5 éve pont Arafat miatt menekülhetett el Berlinből. Kay One sok interjúban úgy nyilatkozott Bushidoval való szakitása után 2013-ban, hogy "Bushido az Abou-Chakar család rabszolgája", a LuTdKG zeneszámra reflektálva Kay One is írt egy válasz-zenét akkoriban, amit a YouTube letíiltott. Abban Kay One ezt rappeli egyebek között: "Bushido würd gern selber fliehen. Aber sein Arsch gehört Westberlin", ami annyit jelent, hogy "Bushido maga is szivesen menekülne, de az ő "segge" Nyugat-Berlinhez tartozik", ami utalás arra, hogy akarva, vagy akaratlanul, de Arafat befolyásolja.
Bushidonak Arafattal való 14 évnyi együttműködésük alatt nem tűnt kívülről úgy, hogy gondjaik lettek volna, sőt minden zenében és koncerten, interjún akkoriból és a korábbi évekből kiderül, hogy egy összetartó "családról", volt szó, aminek a kapcsolata az utóbbi években lehet, hogy nagyon komolyan megromlott és, hogy Bushidonak ebből elege lett és maga is belátta, hogy ez nem mehet többet így és szabadságra vágyott. Hogy Bushido valaha befolyásolva vagy zsarolva volt a maffiaklán által, sosem tudjuk meg, de köztudott, hogy Bushidonak nem kevés köze volt Berlin legnagyobb maffiaklánjához. Talán ez is indokolta a "Mythos" c. névadást a legutóbbi albumának 2019-ben, amit az ő neve köré gyűlt, karrierje alatti állandó felvetések, média általi hamis bemocskolások, konspirációk, álhírek, feltételezések, paparazzik, rendőrségi és bírósági ügyek, valamint a 20 évi pályafutása alatti "érinthetetlensége"  indokol és indokolnak.
Mivel Arafat a nézeteltérésekből adódó szakítást nem tudta elfogadni, Bushidonak azóta is komoly fenyegetéssel, életveszéllyel kell szembenéznie és bosszúállástól kell tartania, amire 2019 év elején sor is került. A körülmények máig tisztázatlanok, köztudomású, hogy senkinek nem esett baja, viszont a hatóságok tanúvédelmi programban részesítik Bushidot és családját, emiatt a német rap-közösség megveti őt, és "31er"-nek csúfolja, ami a legnagyobb sértésnek számít a német alvilági zsargonban.
Az 31-er (einunddreißiger) (ejtsd: ájnunddrjásziger), a német BtMG (Betäubungsmittelgesetz) büntetőtörvénykönyv kiegészítő melléktörvénykönyvéből, annak 31§-ából ered, ami kimondja, hogy egy elkövető büntetésétől el lehet tekinteni, ha elegendő információval szolgál a hatóságoknak más bűncselekmény felderítéséhez.  Azonban egy korábbi interjúban, a "Bushido, mint 31er-ügy" kapcsán egy német büntetőbíró nyilatkozott meglepő módon, hogy Bushidonak nem saját választása volt a tanuvédelmi program és a hatóságokkal való együttműködés, hanem az államnak kötelessége volt részesíteni benne, anélkül, hogy Bushidonak ebbe beleszólása lett volna, így a becsülete tisztázva lett, ugyanis az ő imidzsével össze nem egyezthető módon, nem önként tett ilyet és így a német rap-közösség körében csillapodásra került a dolog ennek az ügynek a kapcsán. Bushidoról azóta sem hallani semmit, jelenleg nem rendelkezik társszerzőkkel és úgy néz ki, egy darabig inkognitóban marad, amíg lecsillapodnak a körülötte felkavart hamis hírek.

## Kritikák
A média veszélyesnek, fenyegetőnek és szókimondónak tartja a szövegeit, de azt ők sem tagadhatják, hogy egy zseniről van szó és általa a hiphop ismét rivaldafénybe került. Igen sok támadás érte a német Bravóból és a kultúrkörökben érdekelt parlamenti emberek sem mondtak róla sok jót. Mindenképpen hasznosak voltak viszont a tévékkel, rádiókkal vívott csaták, mert a különböző interjúkban mindig kifejthette az álláspontját.
A Rolling Stone szerint „disznóságokról” reppel és a The New York Times szerint is szokatlan lehet ez a modell a fiatalság számára.
„A szövegeimben városokat repítek a levegőbe, mégis megmondom a véleményem a tinédzser rajongóimnak, amikor találkozom velük, ők meg rászarva mindenre cigiznek meg sörösüvegekkel a kezükben mászkálnak 11 évesen, ez nem helyes. Fontos az erkölcsi példa, tudni kell megkülönböztetni, hogy egy szöveg mikor tanít és mikor túloz vagy mutat be szélsőséges érzelmeket.” – mondja Bushido.
Mindenfajta zene egyfajta levezetésként szolgál az etnikai határokon keresztül is; elsősorban a joggal nem teljesen rendelkezők az Egyesült Államok területén aktívak. Azonban a kezdetekkor Németországban egyes hiphop-fanok vonzódtak a kifejezés „külföldi” formájához, és összefüggésbe hozták az elnyomásukkal, mint a kommunista diktatúra állampolgárai. Ez okot vagy párhuzamot jelenthet az Egyesült Államok rap/hiphopelőadói és Bushido Gangsta Rap-os imidzsében vagy dicsőítésében. Azonban az ő részben tunéziai hovatartozása, és kisebbségi előadókkal mint például Azad-dal, Eko Fresh-sel, és Cassandra Sheen-nel való együttműködése bizonyítja, hogy Bushido nem rasszista. A Vita eltúlozta ennek a sornak a jelentését: „salutiert, steht stramm, ich bin der Leader wie A” (tisztelegj, állj egyenesen, vezető vagyok mint A). Az A sokak szerint Hitlerre utal. Bushido szerint viszont ez egy rap- idézet Azad-tól, és az A Azad-ot jelent, aki gyakran így hívja önmagát. Bushido ezt így nevezte: „egy lehetőség a provokálásra” („eine willkommene Provokationsmöglichkeit”).

## Tettlegesség és jogsértés miatti perei
Több jogi probléma keserítette meg az életét egy linzi (Ausztria) partit követően 2005. július 30-án. Miután felfedezték, hogy az autója gumijai ki vannak hasítva, ő és két testőre verekedésbe keveredtek egy 19 éves osztrák linzi fiúval, akit súlyos fejsérüléssel hagytak ott. Bushido az áldozatot hibáztatta a BMW 7-es autójának kiszúrt gumijaiért. Bushido 15 napot töltött börtönben, mielőtt szabadon engedték 100 000 € óvadék fejében. Végül 20 000 €-t kellett fizetnie az osztrák kormánynak, és másik 1000 €-t az áldozatnak. Ez abban az időben volt, amikor nyilvánosan kiderült, hogy évek óta házas, erre ugyanis a bíró kérdezett rá. Bushido később tagadta az állításokat. Bushido összegyűjtött jó néhány sajtótudósítást, amikor a kiadója, az Universal Music Group perelte az EMI-t egy állítólagos szerzői jogsértés miatt, ami hasonlóságokból eredt a Deutschland Gib Mir Ein Mic és egy amerikai rapper, MIMS Music is My Savior c. albuma között.
2007-ben Bushido több figyelmet kapott a nemzetközi sajtótól, mert bepereléssel fenyegette meg a szimfonikus metált játszó Dimmu Borgir együttes, amely azt állította, hogy Bushido róluk mintázta két számát engedély nélkül („Mourning Place” és az „Alt Lys Er Svunnet Hen”). A Bushido számok címe „Mittelfingah” és „Engel” volt.
2008. szeptember 26-án Bushidot ismét nemzetközi szerzői jogok megsértésével vádolták meg. Most egy amerikai gothic band, a Nox Arcana perelte be három számának lemásolása miatt: "Beyond Midnight" (Bushido-változat: "Weißt Du?"), "No Rest for the Wicked" (Bushido-változat: "Kurt Cobain") és a "Cthulhu Rising" (Bushido-változat: "Blaues Licht"). A Nox Arcana-számok a Darklore Manor (2003) és a Necronomicon (2004) című albumon jelentek meg. A Bushido album a Von der Skyline Zum Bordstein Zurück (2006) volt, melyet 2007-ben újra kiadtak német földön megszerzett platina minősítése után.
A francia Dark Sanctuary együttes is megvádolta Bushidot nyolc számuk engedély nélkül való lemásolásáért. Bushido a "Janine" c. kislemezéhez/számához a Dark Sanctuary "Les Memories Blessees" című számának dallamát használta fel.

## Viták
2004/2005 telén központi szerepet játszott egy vitában a szintén rapper Eko Fresh-sel. Eko kiadta a "Die Abbrechnung" című számát, melyben főleg Kool Savas-t támadja, és még néhány német rappert. Bushido is támadva volt a zeneszámban, de még együtt dolgozott Eko Fresh-sel, amikor Fler "megtámadta" őket a "Hollywood Türke" nevű számában. Erre ők kiadták válaszként a „FLERräter” nevű számukat a volt kollégájuk ellen (ez a szó a „Verräter”-re játszik rá, ami azt jelenti hogy „áruló”).
2008 decemberében kiadták az Aggro Anti Ansage Nr. 8-at. A lemez tartalmaz egy szóló számot Sido-tól "Du bist Scheiße" címmel, melyben támadja Bushidot, Kay One-t, Oliver Pochert és egyéb általa nem kedvelt előadókat. Bushido és Kay One a "S.I.D.O." című számmal reagáltak erre, melyben Sido édesanyját inzultálták szóban. Sido és Alpa Gun a "Frohe Weihnachten" című számmal válaszolt erre.
Godsilla is kiadott egy számot "Guten Rutsch!" címmel Bushido ellen, mert őt a "Hurensohn" című számban szidta Bushido. MOK csatlakozott a viszályhoz a "Gemein wie 10" című számával.

## Diszkográfia

### Szólóalbumok
| Év   | Cím                                  | Toplista helyezés | Toplista helyezés | Toplista helyezés | Eladás    | IFPI minősítések |
| Év   | Cím                                  | NO                | AU                | SV                | Eladás    | IFPI minősítések |
| ---- | ------------------------------------ | ----------------- | ----------------- | ----------------- | --------- | ---------------- |
| 1998 | 030 (King Orgasmus-sal & Vader-ral)  |                   |                   |                   |           |                  |
| 1999 | Demotape                             |                   |                   |                   |           |                  |
| 2001 | King of KingZ                        |                   |                   |                   |           |                  |
| 2003 | Vom Bordstein bis zur Skyline        | 88                |                   |                   | 30.000    |                  |
| 2004 | Electro Ghetto                       | 6                 | 63                | 81                | 100.000   | Arany            |
| 2005 | Staatsfeind Nr. 1                    | 4                 | 13                | 32                | 100.000   | Arany            |
| 2006 | Von der Skyline zum Bordstein zurück | 2                 | 2                 | 15                | 200.000   | Arany/Platina    |
| 2007 | 7                                    | 1                 | 1                 | 2                 | 200.000   | Arany/Platina    |
| 2007 | Das Beste                            | 26                | 30                | 69                | 15.000    |                  |
| 2008 | 7 Live                               | 3                 | 37                | 76                | 100,000   | Arany            |
| 2008 | Heavy Metal Payback                  | 1                 | 2                 | 2                 | 100,000   | Arany            |
| 2010 | Zeiten ändern dich                   | 2                 | 1                 | 3                 | +110,000  | Arany            |
| 2011 | Jenseits von Gut und Böse            | 1                 | 1                 | 1                 |           |                  |
| 2012 | AMYF                                 | 1                 | 2                 | 1                 | + 100.000 | Arany            |
| 2014 | Sonny Black                          | 1                 | 1                 | 1                 | +117,500  | Arany            |
| 2015 | Carlo Cokxxx Nutten 3                | 1                 | 1                 | 1                 | + 107.500 | Arany            |
| 2017 | Black Friday                         | 1                 | 1                 | 1                 | +100,000  | Arany            |
| 2018 | Mythos                               | 1                 | 1                 | 1                 |           |                  |

### Albumok a közreműködésével
| Év   | Cím                                                       | Előadók                                    | Slágerlista helyezés | Slágerlista helyezés | Slágerlista helyezés | Eladás    | IFPI minősítések |
| Év   | Cím                                                       | Előadók                                    | NO                   | AU                   | CH                   | Eladás    | IFPI minősítések |
| ---- | --------------------------------------------------------- | ------------------------------------------ | -------------------- | -------------------- | -------------------- | --------- | ---------------- |
| 2002 | Carlo, Cokxxx, Nutten                                     | Sonny Black (Bushido) & Frank White (Fler) |                      |                      |                      |           |                  |
| 2002 | Aggro Ansage Nr. 1                                        | Aggro Berlin                               |                      |                      |                      |           |                  |
| 2003 | Aggro Ansage Nr. 2                                        | Aggro Berlin                               |                      |                      |                      |           |                  |
| 2003 | Aggro Ansage Nr. 3                                        | Aggro Berlin                               |                      |                      |                      |           |                  |
| 2005 | Carlo, Cokxxx, Nutten II                                  | Sonny Black (Bushido) & Baba Saad          | 3                    | 22                   |                      | 80,000    |                  |
| 2006 | ersguterjunge Sampler Vol. 1 – Nemesis                    | ersguterjunge                              | 82                   | 26                   | 64                   | 80,000    |                  |
| 2006 | ersguterjunge Sampler Vol. 2 – Vendetta                   | ersguterjunge                              | 7                    | 20                   | 84                   | 105,000   | Arany            |
| 2007 | ersguterjunge Sampler Vol. 3 – Alles Gute kommt von unten | ersguterjunge                              | 8                    | 15                   |                      | 75,000    |                  |
| 2009 | Carlo Cokxxx Nutten 2                                     | Bushido & Fler                             | 3                    | 5                    | 9                    |           |                  |
| 2010 | Berlins Most Wanted                                       | Bushido & Fler & Kay One                   | 2                    | 3                    | 3                    |           |                  |
| 2011 | 23                                                        | Bushido & Sido                             | 3                    | 3                    | 1                    | +110,000  | Arany            |
| 2015 | Cla$$ic                                                   | Bushido &Shindy                            | 1                    | 1                    | 1                    | + 117.500 | Arany            |

### Kislemezek
| Év   | Cím                                               | Toplistás helyezés | Toplistás helyezés | Toplistás helyezés | Album                                   |
| Év   | Cím                                               | NO                 | AU                 | CH                 | Album                                   |
| ---- | ------------------------------------------------- | ------------------ | ------------------ | ------------------ | --------------------------------------- |
| 2003 | "Bei Nacht"                                       |                    |                    |                    | Vom Bordstein bis zur Skyline           |
| 2003 | "Gemein wie 10"                                   |                    |                    |                    | Vom Bordstein bis zur Skyline           |
| 2004 | "Electro Ghetto"                                  | 31                 | 49                 |                    | Electro Ghetto                          |
| 2004 | "Nie wieder"                                      | 53                 |                    |                    | Electro Ghetto                          |
| 2005 | "Hoffnung stirbt zuletzt" (Cassandra Steen-nel)   | 29                 |                    |                    | Electro Ghetto                          |
| 2005 | "Nie ein Rapper" (mint Sonny Black Baba Saad-dal) | 24                 |                    |                    | Carlo, Cokxxx, Nutten 2                 |
| 2005 | "Endgegner"                                       | 13                 | 48                 |                    | Staatsfeind Nr. 1                       |
| 2006 | "Augenblick"                                      | 17                 | 42                 | 21                 | Staatsfeind Nr. 1                       |
| 2006 | Von der Skyline zum Bordstein zurück"             | 14                 | 34                 |                    | Von der Skyline zum Bordstein zurück    |
| 2006 | "Sonnenbank Flavour"                              | 15                 | 25                 | 46                 | Von der Skyline zum Bordstein zurück    |
| 2006 | "Vendetta" (Chakuzával & Eko Fresh-sel)           | 32                 | 53                 | 80                 | ersguterjunge Sampler Vol. 2 – Vendetta |
| 2007 | "Janine"                                          | 23                 | 35                 | 55                 | Von der Skyline zum Bordstein zurück    |
| 2007 | "Alles Verloren"                                  | 4                  | 3                  | 16                 | 7                                       |
| 2007 | "Reich mir nicht deine Hand"                      | 23                 | 28                 |                    | 7                                       |
| 2008 | "Ching Ching"                                     | 9                  | 15                 | 33                 | Heavy Metal Payback                     |
| 2008 | "Für immer jung" (Karel Gott-tal)                 | 5                  | 15                 | 70                 | Heavy Metal Payback                     |
| 2009 | "Kennst du die Stars" (Oliver Pocher-rel)         | 44                 |                    |                    | Heavy Metal Payback                     |

### Egyéb közreműködései
| Év   | Cím               | Előadó(k)               | Slágerlista helyezés | Slágerlista helyezés | Slágerlista helyezés | Album           |
| Év   | Cím               | Előadó(k)               | NO                   | AU                   | CH                   | Album           |
| ---- | ----------------- | ----------------------- | -------------------- | -------------------- | -------------------- | --------------- |
| 2005 | "Gheddo"          | Eko Fresh feat. Bushido | 15                   | 40                   | 9                    | Hart(z) IV      |
| 2006 | "Eure Kinder"     | Chakuza feat. Bushido   | 25                   | 51                   |                      | City Cobra      |
| 2007 | "Ring Frei"       | Eko Fresh feat. Bushido | 64                   |                      |                      |                 |
| 2007 | "Regen"           | Saad feat. Bushido      | 67                   |                      |                      | Saadcore        |
| 2007 | "Unter der Sonne" | Chakuza feat. Bushido   | 43                   | 54                   | 6                    | Unter der Sonne |

### Egyéb kiadások
| Év   | Cím                                                | Infók                                               | Típus            |
| ---- | -------------------------------------------------- | --------------------------------------------------- | ---------------- |
| 2000 | I Luv Money Sampler                                | Más számokkal és produkciókkal együtt               | Labelsampler     |
| 2003 | New Kidz On The Block (DJ Devinnel & Fler-rel)     |                                                     | Mixtape          |
| 2004 | Out for Fame (Flipstar-ral)                        | Nem hivatalos kiadás                                | Freetrack        |
| 2004 | Gegensätze ziehen sich an (Eko Fresh-sel)          |                                                     |                  |
| 2004 | Mitten ins Gesicht                                 | Promószám az Electro Ghetto-hoz                     |                  |
| 2005 | Worldwide (a Strapttal együtt)                     | A Strapt albumon: "Los Anarchy Chaosfornia", NO:#49 | Szám             |
| 2005 | FLERräter (Eko Fresh-sel)                          | Fler ellen                                          | Freetrack        |
| 2006 | Kein Ausweg (Chakuzával & Bizzy Montanával)        | Juice-Exclusive                                     | Juice-CD #63     |
| 2006 | H.E.N.GZT                                          | Bass Sultan Hengzt                                  | Freetrack        |
| 2006 | 11. September                                      |                                                     | Freetrack        |
| 2007 | Geben und Nehmen (Nyze & Chakuza közreműködésével) | Internet-exkluzív                                   | Videóklip        |
| 2008 | Bushido                                            |                                                     | Biográfia; Könyv |
| 2008 | S.I.D.O. (Kay One-nal)                             | Sido ellen                                          | Freetrack        |